# Буня-Міке
Буня-Міке (рум. Bunea Mică) — село у повіті Тіміш в Румунії. Адміністративно підпорядковане місту Феджет.
Село розташоване на відстані 354 км на північний захід від Бухареста, 69 км на схід від Тімішоари, 149 км на південний захід від Клуж-Напоки.